# 라돔스코군

우치주 지도에 표시된 라돔스코군의 위치

라돔스코군(폴란드어: powiat radomszczański)은 폴란드 우치주에 위치한 군으로 군청 소재지는 라돔스코이며 면적은 1,442.78km2, 인구는 118,856명(2006년 기준), 인구 밀도는 82명/km2이다.
북쪽으로는 베우하투프군, 피오트르쿠프군, 동쪽으로는 시비엥토크시스키에주 콘스키에군, 브워샤바군, 남서쪽으로는 실롱스크주 쳉스토호바군, 서쪽으로는 파옝치노군과 접한다. 14개 지방 자치체(1개 도시, 2개 도시형 농촌, 11개 농촌)를 관할한다.

군기
군 문장